# Daniella Geldner
Daniella Geldner (* 29. März 1966) ist Deutsche Meisterin der Frauen im Fernschach. Außerdem gewann sie die Deutsche Fernschachmeisterschaft.
Von Beruf Erzieherin, begann Geldner 1994 mit dem Fernschach. Sie qualifizierte sich für die Deutsche Fernschachmeisterschaft der Frauen (DFFSM) vor Silvia Schmidt. Im Mai 2000 gewann sie mit 12,5 Punkten aus 14 Partien die 18. DFFSM. Ende 2005 gewann sie als erste Frau mit 11,5 Punkten aus 14 Partien die 33. Deutsche Fernschachmeisterschaft.
Geldner lebt in Lörrach. Sie spielte mit der Mannschaft der SG Schopfheim in der 2. Fernschach-Bundesliga.
In der ICCF-Rangliste wird sie im Januar 2005 mit ihrer bisher höchsten Elo-Zahl von 2512 geführt und ist seitdem nicht mehr aktiv.